# BET Awards 2023
Die BET Awards 2023 waren die 23. von Black Entertainment Television (BET) vergebenen BET Awards, die an Künstler in den Bereichen Musik, Schauspiel, Film und Sport vergeben wurden. Die Verleihung fand am 25. Juni 2023 im Microsoft Theater, Los Angeles, Kalifornien statt. 
Am häufigsten nominiert war Drake mit sieben Nominierungen. Mit je drei gewonnenen Preisen waren Beyoncé und SZA Siegerinnen des Abends.
Der BET Lifetime Achievement Award wurde an Busta Rhymes vergeben.
Zu Ehren der 2023 verstorbenen Sängerin Tina Turner sang Patti LaBelle ein Tribut.

## Liveauftritte
| Künstler | Song(s) |
| Hauptshow | Hauptshow |
| --- | --- |
| Lil Uzi Vert | Spin Again Just Wanna Rock |
| The Sugarhill Gang MC Lyte D-Nice Big Daddy Kane                                                                | Rapper's Delight Cha Cha Cha Call Me D-Nice Raw |
| Latto | Put It on da Floor |
| Warren G Yo-Yo Tyga E-40                                                                                        | Regulate You Can't Play With My Yo-Yo Rack City Tell Me When To Go                                                                                            |
| Coco Jones | ICU |
| Davido | Feel Unavailable |
| Quavo Offset | Hotel Lobby (Unc & Phew) Bad and Boujee |
| Trick Daddy Trina Uncle Luke                                                                                    | Nann Nigga I Wanna Rock (Doo Doo Brown) |
| Chief Keef Ying Yang Twins                                                                                      | Faneto Wait (The Whisper Song) |
| Doechii Trillville                                                                                              | Booty Drop What It Is (Block Boy) Some Cut |
| Jeezy T.I. Master P                                                                                             | Dey Know 24's Make 'Em Say Uhh! |
| Erick Sermon Keith Murray Redman                                                                                | Music The Most Beautifullest Thing in This World |
| Doug E. Fresh Mad Lion Patra Vicious                                                                            | Take It Easy |
| GloRilla | Lick or Sum |
| Mad Skillz | Hip Hop 50 Spoken Word Tribute |
| Patti LaBelle                                                                                                   | Tribute to Tina Turner The Best |
| Fat Joe Remy Ma Fabolous Styles P Ja Rule                                                                       | All the Way Up Breathe Good Times Put It On Me |
| Ice Spice | Munch (Feelin' U) Princess Diana In Ha Mood |
| Busta Rhymes Remy Ma Coi Leray BIA Cutty Ranks Dexta Daps M.O.P. Rah Digga Scar Lip Spice Super Cat Swizz Beatz | Medley Ante Up Break Ya Neck This Is New York” Touch It Put Your Hands Where My Eyes Could See Players Beach Ball Pass the Courvoisier, Part II So Mi Like It |
| 69 Boyz DJ Unk Fast Life Yungstaz Kid 'n Play Soulja Boy                                                        | Tootsee Roll Crank That (Soulja Boy) Swag Surfin |
| BET Amplified Stage                                                                                             | |
| Lola Brooke | Don't Play with It |
| Kaliii | Area Codes |

## Gewinner und Nominierte
Die Gewinner sind fett markiert und vorangestellt.
| Album of the Year | Video of the Year |
| --- | --- |
| - Renaissance – Beyoncé - SOS – SZA - Anyways, Life's Great – GloRilla - Breezy – Chris Brown - God Did – DJ Khaled - Her Loss – Drake & 21 Savage - Mr. Morale & the Big Steppers – Kendrick Lamar                      | - Kill Bill – SZA - WE (Warm Embrace) – Chris Brown - 2 Million Up – Peezy, Jeezy & Real Boston Richey featuring Rob49 - About Damn Time – Lizzo - Bad Habit – Steve Lacy - First Class – Jack Harlow - Tomorrow 2 – GloRilla & Cardi B |
| Best New Artist | Best Collaboration |
| - Coco Jones - GloRilla - Ambré - Doechii - FLO - Ice Spice - Lola Brooke | - Wait for U – Future featuring Drake & Tems - F.N.F. (Let’s Go) – GloRilla & Hitkidd - Big Energy (Remix) – Latto & Mariah Carey featuring DJ Khaled - Call Me Every Day – Chris Brown featuring Wizkid - Boy’s a Liar Pt. 2 – PinkPantheress & Ice Spice - Can’t Stop Won’t Stop – King Combs featuring Kodak Black - Creepin’ – Metro Boomin, The Weeknd & 21 Savage - Tomorrow 2 – GloRilla & Cardi B      |
| Best Female R&B/Pop Artist | Best Male R&B/Pop Artist |
| - SZA - Ari Lennox - Beyoncé - Coco Jones - H.E.R. - Lizzo - Tems | - Usher - Chris Brown - Blxst - Brent Faiyaz - Burna Boy - Drake - The Weeknd |
| Best Female Hip Hop Artist | Best Male Hip Hop Artist |
| - Latto - GloRilla - Cardi B - Coi Leray - Ice Spice - Megan Thee Stallion - Nicki Minaj | - Kendrick Lamar - 21 Savage - Drake - Future - J. Cole - Jack Harlow - Lil Baby |
| Best Group | Dr. Bobby Jones Best Gospel/Inspirational Award |
| - Drake & 21 Savage - City Girls - Dvsn - FLO - Maverick City Music & Kirk Franklin - Quavo & Takeoff - Wanmor | - Bless Me – Maverick City Music & Kirk Franklin - Finished (Live) – Tamela Mann - I've Got Joy – CeCe Winans - Kingdom – Maverick City Music & Kirk Franklin featuring Naomi Raine & Chandler Moore - New – Tye Tribbett - One Moment from Glory – Yolanda Adams - The Better Benediction (Pt.2) – PJ Morton featuring Lisa Knowles-Smith, Le'Andria Johnson, Keke Wyatt, Kierra Sheard & Tasha Cobbs Leonard |
| BET Her Award | Video Director of the Year |
| - Break My Soul – Beyoncé - About Damn Time – Lizzo - Boy's a Liar Pt. 2 – PinkPantheress & Ice Spice - Her – Megan Thee Stallion - Lift Me Up – Rihanna & Ludwig Göransson - Players – Coi Leray - Special – Lizzo      | - Teyana Spike Tey Taylor - A$AP Rocky für AWGE - Benny Boom - Burna Boy - Cole Bennett - Dave Free x Kendrick Lamar - Director X |
| Best Movie | Best Actress |
| - Black Panther: Wakanda Forever - Creed 3 - Emancipation - Nope - The Woman King - Till - Whitney Houston: I Wanna Dance with Somebody                                                                                  | - Angela Bassett - Coco Jones - Janelle James - Janelle Monáe - Keke Palmer - Viola Davis - Zendaya |
| Best Actor | YoungStars Award |
| - Damson Idris - Amin Joseph - Brian Tyree Henry - Daniel Kaluuya - Demetrius Flenory Jr. - Donald Glover - Michael B. Jordan                                                                                            | - Marsai Martin - Akira Akbar - Alaya High - Demi Singleton - Genesis Denise - Thaddeus J. Mixson - Young Dylan |
| Sportswoman of the Year | Sportsman of the Year |
| - Angel Reese - Alexis Morris - Allyson Felix - Candace Parker - Naomi Osaka - Serena Williams - Sha'Carri Richardson | - Jalen Hurts - Aaron Judge - Bubba Wallace - Gervonta Davis - LeBron James - Patrick Mahomes - Stephen Curry |
| Best International Act | Best New International Act |
| - Burna Boy (Nigeria) - Ayra Starr (Nigeria) - Aya Nakamura (Frankreich) - Central Cee (UK) - Ella Mai (UK) - K.O. (South Africa) - L7nnon (Brasilien) - Stormzy (UK) - Tiakola (Frankreich) - Uncle Waffles (Swasiland) | - Libianca (Cameroon) - Asake (Nigeria) - Camidoh (Ghana) - FLO (UK) - Maureen (Frankreich) - MC Ryan SP (Brasilien) - Pabi Cooper (Südafrika) - Raye (UK) - Werenoi (Frankreich) |
| Lifetime Achievement Award | |
| - Busta Rhymes | |